# 岩猿敏生
岩猿 敏生（いわさる としお、1919年4月30日 - 2016年4月9日）は、図書館学者。
福岡県田方郡方城町（現：福智町）生まれ。1943年京都帝国大学文学部哲学科卒業。1948年福岡県立高校教諭、1950年九州大学図書館司書官、1956年京都大学図書館事務長・事務部長、1976年関西大学文学部教授、1990年同大学退職。1995年から2013年まで日本図書館協会顧問。

## 著書
- 『日本図書館学講座 6 大学図書館』雄山閣出版 1976
- 『日本図書館史概説』日外アソシエーツ 2007

### 共編著
- 『日本文庫めぐり 蔵書の命運』岡本正・林杲之介共編 出版ニュース社 読書人シリーズ 1964
- 『日本図書館学講座 1 図書館概論』椎名六郎共著 雄山閣出版 1977
- 『新・図書館学ハンドブック』長澤雅男・藤野幸雄・丸山昭二郎共編 雄山閣出版 1984
- 『大学図書館の管理と運営』大城善盛・浅野次郎共著 日本図書館協会 1992

## 論文
- CiNii Articles 検索 - 岩猿敏生